# 古賀真之
古賀 真之（こが まさゆき、1993年3月2日 - ）は、神奈川県出身のプロ野球審判員。

## 経歴
大阪府立池田高等学校時代はエース、立命館大学時代は準硬式野球部に入部し、主戦投手の一角を担った。都内の外資系IT企業から内定を得ていたが、2014年12月に行われた第2回NPBアンパイア・スクールに参加すると、選考を通過。NPB研修審判員となり、企業からの内定を辞退した。
2015年は独立リーグ・四国アイランドリーグplusに派遣され、2016年1月1日に日本野球機構審判部に育成審判員として入局。二軍戦で経験を積み、2017年12月13日、一軍公式戦にも出場できる契約を結んだ。2020年にはファーム優秀審判員賞に選出された。
2023年6月17日（土）東京ヤクルトスワローズ対オリックスバファローズ　2回戦の三塁塁審にて一軍公式戦初出場を果たした。

## 問題になった判定
2023年3月19日、中日ドラゴンズ対東北楽天ゴールデンイーグルスのオープン戦（バンテリンドーム）の球審を担当。1回、投手・仲地礼亜が投じた初球のスライダーを先頭打者・辰己涼介が空振りしたものの、古賀はストライクのコールをしなかった。この際に一度、球場のスコアボードはストライクのランプが点灯していた。仲地の2球目がボールと判定された際に、捕手・郡司裕也がボール判定が2つ目となっているボールカウントに気付き、古賀に確認をとった。中日の監督・立浪和義も抗議を行ったが、責任審判員の栁田昌夫は2球目を投げ終えた時点で1球目のボール判定が確定したことを説明し、シーズン中の公式戦でないことから立浪も抗議の時間を長くとらず、判定は覆らないまま試合は再開された。なお、試合後に古賀は判定の誤りを認めた。

## 審判員出場記録
- 出場試合数：49試合
- 初出場：2023年6月17日、東京ヤクルトスワローズ対オリックス・バファローズ2回戦（明治神宮野球場）、三塁塁審

(記録は2024年シーズン終了時点)